# Atractotomus
Atractotomus är ett släkte av insekter. Atractotomus ingår i familjen ängsskinnbaggar.

## Bildgalleri

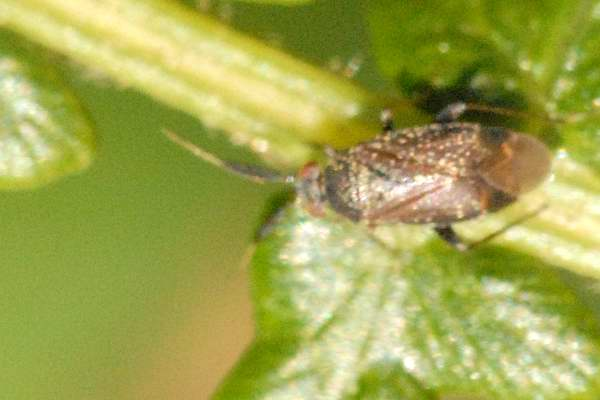
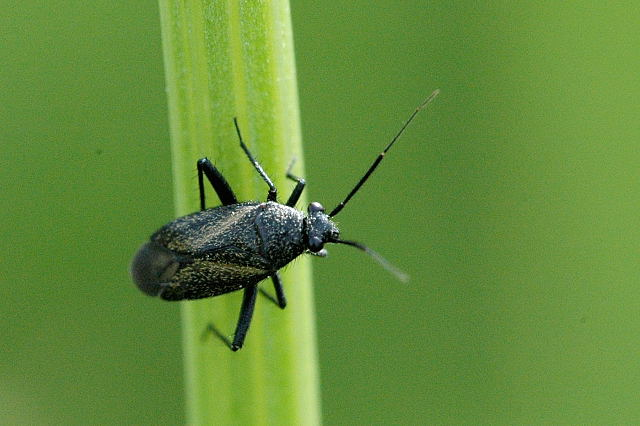

## Dottertaxa tillAtractotomus, i alfabetisk ordning[1][2]
- Atractotomus acaciae
- Atractotomus agrifoliae
- Atractotomus albidicoxis
- Atractotomus arizonae
- Atractotomus atricolor
- Atractotomus balli
- Atractotomus cercocarpi
- Atractotomus chiapas
- Atractotomus cooperi
- Atractotomus griseolus
- Atractotomus iturbide
- Atractotomus jalisco
- Atractotomus kolenatii
- Atractotomus magnicornis
- Atractotomus mali
- Atractotomus marcoi
- Atractotomus miniatus
- Atractotomus mitla
- Atractotomus morelus
- Atractotomus morio
- Atractotomus nicholi
- Atractotomus nigripennis
- Atractotomus oaxaca
- Atractotomus ovatus
- Atractotomus pallidus
- Atractotomus parvulus
- Atractotomus persquamosus
- Atractotomus polymorphae
- Atractotomus prosopidis
- Atractotomus purshiae
- Atractotomus quercicola
- Atractotomus quercinus
- Atractotomus ramentum
- Atractotomus reuteri
- Atractotomus rubidus
- Atractotomus russatus
- Atractotomus schaffneri
- Atractotomus schwartzi
- Atractotomus taxcoensis
- Atractotomus tuthilli